# Parasmittina betamorphaea
Parasmittina betamorphaea är en mossdjursart som beskrevs av Winston 2005. Parasmittina betamorphaea ingår i släktet Parasmittina och familjen Smittinidae.
Artens utbredningsområde är Mexikanska golfen. Inga underarter finns listade i Catalogue of Life.